# 原道生
原 道生（はら みちお、1936年（昭和11年）5月9日 - 2023年11月23日）は、日本近世演劇研究者、明治大学名誉教授。

## 生涯
東京生まれ。1955年成蹊高等学校卒業、1960年東京大学文学部国文科卒、1966年同大学院博士課程単位取得満期退学、東京大学文学部助手。1971年横浜市立大学文理学部助教授、1981年明治大学文学部教授。2005年同図書館長。2007年定年退職、名誉教授。歌舞伎学会会長、義太夫協会代表理事などを務めた。
2014年第46回河竹賞、第36回角川源義賞受賞。2016年、春の叙勲で瑞宝中綬章を受章。
2023年11月23日、誤嚥性肺炎のため東京都の病院で死去。87歳没。

## 著書

### 単著
- 『鑑賞日本の古典 近松集』尚学図書、1982
- 『近松浄瑠璃の作劇法』八木書店古書出版部、2013

### 共編著
- 『日本文芸史 表現の流れ 第4巻　近世』林達也共編 河出書房新社、1988
- 『新潮古典文学アルバム 近松門左衛門』橋本治共著 新潮社、1991
- 『講座元禄の文学』全5巻 浅野晃、谷脇理史、宗政五十緒、雲英末雄共編 勉誠社 1992-93
- 『古典にみる日本人の生と死 いのちへの旅』金山秋男、居駒永幸共著 笠間書院 明治大学人文科学研究所叢書、2013

### 校注など
- 近松門左衛門『国性爺合戦・曽根崎心中』日本の文学 古典編 校注・訳 ほるぷ出版、1987
- 『叢書江戸文庫 近松半二浄瑠璃集 1』校訂代表 国書刊行会、1987
- 井原西鶴『校注日本永代蔵』編 武蔵野書院、1987
- 『叢書江戸文庫 豊竹座浄瑠璃集 1』校訂代表 国書刊行会、1991
- 『歌舞伎オン・ステージ 義経千本桜』編著 白水社、1991
- 『新日本古典文学大系 近松浄瑠璃集』松崎仁、井口洋、大橋正叙共校注 岩波書店、1993‐95
- 『叢書江戸文庫 竹本座浄瑠璃集 3』校訂代表 国書刊行会、1996
- 『新日本古典文学大系明治編 河竹黙阿弥集』神山彰、渡辺喜之共校注 岩波書店、2001
- 『樋口一葉家集 翻刻』樋口智子共編 日本学習図書、2004